# Holmevattnet (Hede socken, Bohuslän)
Holmevattnet är en sjö i Munkedals kommun i Bohuslän och ingår i Örekilsälvens huvudavrinningsområde. Sjöns area är 0,024 kvadratkilometer och den är belägen 130 meter över havet.